# Liste des titres et honneurs de la Couronne espagnole

Les armoiries de la Couronne d'Espagne.

Grandes armoiries de l'Espagne de Charles III (roi d'Espagne) à Alphonse XIII (1761-1868 / 1875-1931).

La Constitution espagnole de 1978 fait référence à la monarchie en tant que « Couronne d'Espagne », et le titre constitutionnel du monarque est simplement rey o reina de España, c'est-à-dire roi ou reine d'Espagne. Cependant, la Constitution autorise l'utilisation d'autres titres historiques appartenant à la monarchie espagnole, sans pour autant les spécifier. Un décret promulgué le 6 novembre 1987 en Conseil des ministres régule les titres, et sur la base de ce décret, le monarque d'Espagne a le droit d'utiliser (« peut utiliser ») les autres titres appartenant à la Couronne. Contrairement à une idée reçue, la titulature longue qui contient la liste de près de vingt royaumes n'est pas utilisée par l'État espagnol ni par la diplomatie espagnole. En fait, elle n'a jamais été utilisée de cette façon, étant donné que l'« Espagne » n'a jamais fait partie de cette liste avant 1837, lorsque cette liste était utilisée.
L'Espagne, mentionnée différemment dans la titulature selon le monarque qui régnait, était pendant plus de trois siècles symbolisée par cette longue liste qui commençait par « de Castille, Léon, Aragon…  ». La titulature complète dans sa forme féodale a été utilisée pour la dernière fois en 1836 par Isabelle II avant qu'elle ne devienne un monarque constitutionnel.
Le premier roi qui a utilisé un dérivé du nom « Espagne » en tant que royaume dans sa titulature fut Charles Quint, qui utilisait le titre Rex Hispaniarum et Indiarum (« roi des Espagnes et des Indes »). Ce titre était souvent utilisé après celui d'empereur du Saint-Empire, étant donné que le titre d'empereur était considéré supérieur à celui de roi. Durant son occupation brève et controversée du trône, Joseph Napoléon Bonaparte a utilisé un titre similaire, celui de « roi des Espagnes et des Indes ».
Lors de la première restauration de la dynastie historique, la titulature reprit sa forme traditionnelle (de Castille, Léon, Aragon, etc.) jusqu'en 1837, lorsque la version courte de « reine des Espagnes » fut adoptée par Isabelle II. Le singulier « Espagne » fut utilisé pour la première fois par Amédée Ier — il était « par la grâce de Dieu et la volonté de la nation, roi d'Espagne ». Lors de la Seconde Restauration, le roi Alphonse XII commença à utiliser le titre de « roi constitutionnel d'Espagne, par la grâce de Dieu et de la Constitution ». Depuis 1975, le monarque utilise simplement le titre de « roi d'Espagne », sans aucune référence divine, nationale ou constitutionnelle. Juan Carlos Ier, roi jusqu'en juin 2014, ainsi que son successeur Felipe VI, n'ont à ce jour pas utilisé le prédicat de « majesté catholique » ni les autres titres et honneurs, mais ils n'y ont pas renoncé.

## Titres portés par le roi d'Espagne
Les titres et prédicats monarchiques espagnols sont classés par degré de souveraineté, de noblesse et d'honneur.

### Royaumes
- Roi d'Espagne
- Roi de Castille
- Roi de León
- Roi d'Aragon
- Roi des Deux-Siciles[4]
- Roi de Jérusalem[4]
- Roi de Chypre[4]
- Roi de Navarre
- Roi de Grenade
- Roi de Majorque
- Roi de Tolède
- Roi de Séville
- Roi de Valence
- Roi de Galice
- Roi de Sardaigne[4]
- Roi de Cordoue
- Roi de Corse[4]
- Roi de Minorque
- Roi de Murcie
- Roi de Jaén
- Roi des Algraves[4]
- Roi d'Algésiras
- Roi de Gibraltar[4]
- Roi des Îles Canaries
- Roi des Indes orientales et occidentales espagnoles et des îles et de la terre ferme des mers océanes[4]

### Archiduché
- Archiduc d'Autriche[4]

### Duchés
- Duc de Bourgogne[4]
- Duc de Brabant[4]
- Duc de Milan[4]
- Duc d'Athènes[4]
- Duc de Néopatrie[4]
- Duc de Limbourg[4]

### Comtés

Collier de Chevalier de l'ordre de la Toison d'or.

- Comte de Habsbourg[4]
- Comte des Flandres[4]
- Comte du Tyrol[4]
- Comte du Roussillon[4]
- Comte de Cerdagne
- Comte de Barcelone
- Comte de Gérone
- Comte d'Ausona
- Comte de Besalú
- Comte de Covadonga

### Seigneuries
- Seigneur de Biscaye
- Seigneur de Molina

### Autres titres
Étant donné le nombre de titres associés à la Couronne espagnole, seuls les plus importants sont écrits.
- Roi de Hongrie, de Dalmatie et de Croatie
- Duc de Limbourg, de Lorraine, de Luxembourg, de Gueldre, de Styrie, de Carniole, de Carinthie et de Wurtemberg
- Landgrave d'Alsace
- Prince de Souabe
- Comte palatin de Bourgogne
- Comte d'Artois, de Hainaut, de Namur, de Goritz, du Haut-Rhin et de Kybourg
- Marquis d'Oristano et de Goceano
- Margrave du Saint-Empire et de Burgau
- Seigneur de Salins, de Malines, de la Marche windique, de Pordenone et de Tripoli

### Rangs militaires
- Capitaine général (rang militaire réservé au monarque depuis 1999), commandant en chef des Forces armées espagnoles et leur commandant suprême.

### Ordres héréditaires d'Espagne

L'insigne de l'ordre de Charles III.

- Souverain grand maître de l'ordre de la Toison d'or
- Grand maître de l'ordre de Charles III
- Grand maître de l'ordre d'Isabelle la Catholique
- Grand maître de l'ordre de Saint-Ferdinand
- Grand maître de l'ordre de Saint-Herménégilde
- Grand maître de l'ordre de Montesa
- Grand maître de l'ordre d'Alcántara
- Grand maître de l'ordre de Calatrava
- Grand maître de l'ordre de Santiago
- Grand maître de l'ordre de la Reine Marie-Louise

## Titres de l'héritier apparent ou présomptif

Les armoiries de la princesse des Asturies.

Les titres sont répertoriés par ordre de préséance.

### Principautés
- Prince des Asturies — titre porté par l'héritier du royaume d'Espagne et auparavant de la couronne de Castille
- Prince de Gérone — titre porté par l'héritier de la couronne d'Aragon
- Prince de Viane — titre porté par l'héritier du royaume de Navarre

### Duché, comté et seigneurie
- Duc de Montblanc — titre porté par l'héritier de la principauté de Catalogne
- Comte de Cerbère — titre porté par l'héritier du royaume de Valence
- Seigneur de Balaguer — titre porté par l'héritier du royaume de Majorque

### Ordres de l'héritier apparent ou présomptif
Les ordres suivants sont traditionnellement octroyés à l'héritier de la Couronne.
- ordre de la Toison d'or
- Collier de l'ordre de Charles III
- Grand-croix de l'ordre de Saint-Herménégilde
- Commandeur-en-chef de Castille de l'Ordre de Santiago
- ordre d'Alcántara
- ordre de Calatrava
- ordre de Montesa

## Titres royaux

### Duchés royaux
- Cadix
- Séville
- Ségovie
- Badajoz
- Soria
- Lugo
- Palma de Majorque

### Comtés royaux
- Chinchón (en)
- Molina (es)
- Montemolín
- Montizón
- Barcelone
- Covadonga

## Empire byzantin
- Le dernier titulaire de l'Empire byzantin, Andreas Palaiologos, vendit son titre impérial à Ferdinand II d'Aragon et Isabelle Ire de Castille avant sa mort en 1502[6].

Cependant, ce titre n'a jamais réellement conduit à une réclamation de Constantinople ni d'aucun autre territoire romain par un monarque espagnol. Toutefois, plusieurs villes et institutions en Espagne utilisent aujourd'hui l'aigle à double tête. La ville de Tolède, ainsi que la province de Zamora, en sont des exemples.